# Wundersame Geschichten
Wundersame Geschichten (jap. わくわくどきどき めいさくわ～るど, Waku Waku Doki Doki Meisaku Wārudo, dt. „Aufregende, herzklopfende Weltmeisterwerke“, englischer Titel: Funky Fables) ist eine Anime-Fernsehserie, die zwischen 1988 und 1989 entstand. Jede Folge widmet sich einem bekannten Märchen oder Geschichte.

## Produktion und Veröffentlichung
Die Serie entstand zwischen 1988 und 1989. Zuständiges Animationsstudio war Studio Junio. Die Produktion übernahmen Fuji Television Network, Fusosha und Pony Canyon. Zuständiger Produzent war Yoichi Fujita, Regie führten Minoru Maeda und Mariko Kadono. Das Charakterdesign stammt von Minoru Maeda.
Erstmals gezeigt wurde die Serie bei Fuji TV ab dem 4. April 1988. Saban Entertainment lokalisierte die Serie außerhalb Japans, wobei die Musik erneut von Shuki Levy komponiert wurde. Die deutsche Erstausstrahlung erfolgte am 24. Dezember 1993 auf VOX. Weitere Ausstrahlungen erfolgten ebenfalls auf MDR, Das Erste, KIKA, SWR, Hr-fernsehen, EinsFestival und RBB Berlin.

## Episodenliste
| Nr. | deutscher Titel / Märchen               | Nr. | deutscher Titel / Märchen          |
| --- | --------------------------------------- | --- | ---------------------------------- |
| 1   | Der verzauberte Bohnenstengel           | 14  | Heidi                              |
| 2   | Die magische Lampe                      | 15  | Sindbad der Seefahrer              |
| 3   | Däumelinchen und der König              | 16  | Die Schatzinsel                    |
| 4   | Das Kuckucksei                          | 17  | Die drei kleinen Schweinchen       |
| 5   | Die unsichtbaren Kleider                | 18  | Don Quijote                        |
| 6   | Tom Sawyer und Huckleberry Finn         | 19  | Alice im Wunderland                |
| 7   | Der Rächer der Enterbten                | 20  | Der Hund von Flandern              |
| 8   | Der verrückte Kapitän                   | 21  | Der geheime Garten                 |
| 9   | Der geheimnisvolle Berg                 | 22  | Mit Peter Pan ins Nimmerland       |
| 10  | Der Lügenbaron                          | 23  | Die Reise zum Mittelpunkt der Erde |
| 11  | Dorothys Reise zum Ende des Regenbogens | 24  | Der Rattenfänger von Hameln        |
| 12  | Verzauberte Weihnachten                 | 25  | Schneewittchen                     |
| 13  | Nussknacker sind auch nur Menschen      | 26  | Aschenputtel                       |